# William Alves de Oliveira
William Alves de Oliveira [vilijem alveš de olivejra] známý též pouze jako William nebo Willian (* 7. prosince 1991, Juiz de Fora, Brazílie) je brazilský fotbalový útočník, od léta 2016 hráč klubu GD Chaves.

## Klubová kariéra
Svou fotbalovou kariéru začal v Friburguense. V roce 2010 přestoupil do Botafoga, kde nejprve nastupoval za mládež a posléze za první mužstvo. V zimním přestupovém období sezony 2012/13 zamířil na své první zahraniční angažmá do slovenského FK AS Trenčín, kde podepsal smlouvu na tři a půl roku. Zde jej vedl trenér Adrián Guľa.
V lednu 2014 se domluvil na tříletém kontraktu s klubem MŠK Žilina, kde se opět setkal s trenérem Guľou. V roce 2014 nehrával pravidelně v základní sestavě, plnil spíše roli střídajícího hráče.

V odvetě 3. předkola Evropské ligy 2015/16 přispěl v infarktovém závěru gólem v poslední sekundě minutového prodloužení na hřišti ukrajinského celku FK Vorskla Poltava k postupu do 4. předkola. První zápas v Žilině skončil výhrou domácího týmu 2:0. V odvetě Žilina nabrala třígólové manko na 0:3 a nutně potřebovala vstřelit gól, který by byl rozdílový. Podařilo se to právě Williamovi v poslední sekundě prodloužení, které ukrajinský komentátor již nahlas v televizním přenosu odpočítával v očekávání postupu Vorskly. K této příležitosti se začalo ve fanshopu prodávat i tričko ve žlutozelených žilinských barvách s textem Pjať, čotire, tri, dvje... WILLIAM!

V prvním utkání 4. předkola proti baskickému klubu ze Španělska Athletic Bilbao přispěl taktéž jako střídající hráč k vítězství svého týmu 3:2, a to dvěma góly, přičemž druhý z nich vstřelil opět v nastaveném čase.
V lednu 2016 přestoupil ze Žiliny do tureckého klubu Kayserispor. Vydržel zde pouhý půlrok. V létě 2016 posílil portugalský prvoligový klub GD Chaves.

## Soukromý život
Na Slovensku si našel přítelkyni Lucii.